# Голак (Грчка)
Голак или Кулак (грч. Περιχώρα, Перихора) је насељено место у општини Просечен у периферији Источна Македонија и Тракија, Грчка. Према попису из 2021. године било је 132 становника.
Према бугарском географу и историчару, Василу Канчову, у Голаку је 1900. године живело 150 Словена хришћана. Током Балканских ратова село је настрадало и становништво је избегло. Обновљено је после Првог светског рата када су насељене грчке избеглице са укупно 122 житеља. Године 1923. насељене су и друге избеглчке породице, тако је на попису из 1928. године било 536 становника.